# ستيفن آرشامبو ناجل
ستيفن آرشامبو ناجل (بالإنجليزية: Steven R. Nagel)‏ (و. 1946 – 2014 م) هو ضابط، ورائد فضاء من الولايات المتحدة الأمريكية . ولد في كانتون .
توفي في كولومبيا، ميزوري .

## ريادة الفضاء
شارك في المهمات الفضائية:
- إس تي إس-51-جي
- إس تي إس-37
- إس تي إس-61-آي
- إس تي إس-55

## التعليم
تعلم في جامعة إلينوي، وجامعة إلينوي في إربانا-شامبين، وU.S. Air Force Test Pilot School

## الخدمة العسكرية
خدم في القوات الجوية الأمريكية.

## جوائز
حصل على جوائز منها:
- جائزة الشجاعة طيران.